# Демирбаг, Озан
Озан Демирбаг (тур. Ozan Demirbağ; родился 12 февраля 2008) — турецкий футболист, вингер клуба «Адана Демирспор».

## Клубная карьера
Выступал за детские и юношеские команды турецких клубов «Измир Гючлю Спор», «Алтай», «Джанлы Спор», «Буджаспор 1928» и «Адана Демирспор». 3 февраля 2024 года подписал свой первый профессиональный контракт с клубом «Адана Демирспор». 4 февраля 2024 года 15-летний Озан дебютировал в основном составе «Адана Демирспор» в матче турецкой Суперлиги против «Пендикспора», став первым игроком 2008 года рождения в высшем дивизионе чемпионата Турции.

## Карьера в сборной
В ноябре 2023 года дебютировал за национальную сборную Турции до 16 лет.